# Monika Jarošová
Monika Jarošová (* 30. prosince 1970) je česká politička a zdravotní sestra, v letech 2017 až 2021 poslankyně Poslanecké sněmovny PČR, členka hnutí SPD.

## Život
Pracuje jako zdravotní sestra neurologického oddělení litoměřické nemocnice.
Na Facebooku je členem mnoha skupin, např.: „Podpořme referendum o vystoupení ČR z EU konané v roce 2018“, „Chceme pryč z NATO a EU - Rusko je náš opravdový Přítel !!!“; "Rusko - záruka míru a naší svobody" či „Přátelé Vladimíra Putina v České a Slovenské republice“. Dva týdny před volbami v roce 2017 na svém profilu ostře zaútočila na šéfa Pirátů Ivana Bartoše, když napsala: "Vítači jako vyšití, podporují nevládní proimigrantské neziskovky. Kdo chce, aby se toto dostalo do parlamentu? Jak to, že toto nezmiňuje ČT atd.? Vidím v tom Sorosovy globalistické prsty. Kdo mocensky, mediálně i finančně tlačí tuto tlupu? Lákají na digitalizaci a legalizaci drog, ve skutečnosti jsou za tím schované jiné teze… Sluníčkářské."
Monika Jarošová žije ve městě Bohušovice nad Ohří na Litoměřicku.

## Politické působení
Je členkou hnutí SPD.
V krajských volbách v roce 2016 kandidovala za hnutí SPD na kandidátce subjektu "Koalice Svoboda a přímá demokracie - Tomio Okamura (SPD) a Strana Práv Občanů" do Zastupitelstva Ústeckého kraje, ale neuspěla.
Ve volbách do Poslanecké sněmovny PČR v roce 2017 byla za hnutí SPD zvolena poslankyní v Ústeckém kraji, a to ze druhého místa kandidátky. V komunálních volbách v roce 2018 byla lídryní hnutí SPD do Zastupitelstva města Bohušovice nad Ohří, ale neuspěla.
Ve volbách do Poslanecké sněmovny PČR v roce 2021 kandidovala za hnutí SPD na 3. místě kandidátky v Ústeckém kraji. Získala 1 167 preferenčních hlasů, ale neuspěla (stala se však první náhradnicí).